# Hradiště (Domažlice)
Hradiště è un comune della Repubblica Ceca facente parte del distretto di Domažlice, nella regione di Plzeň.